# Misumena lorentzi
Misumena lorentzi är en spindelart som beskrevs av Kulczynski 1911. Misumena lorentzi ingår i släktet Misumena och familjen krabbspindlar. Inga underarter finns listade i Catalogue of Life.